# Castel di Iudica
Castel di Iudica – miejscowość i gmina we Włoszech, w regionie Sycylia, w prowincji Katania.
Według danych na rok 2004 gminę zamieszkiwały 4682 osoby, 45,9 os./km².